# Niccolò da Cornedo
Niccolò Garello, detto Niccolò da Cornedo (Cornedo Vicentino, 1405 – Vicenza, 1453), è stato uno scultore italiano.

## Biografia
Niccolò Garello o Nicolò de Garellis, detto Niccolò da Cornedo, nacque a Cornedo Vicentino nel 1405; si trasferì ancor giovane a Vicenza per frequentare la bottega di Niccolò da Venezia e il figlio Antonino da Venezia, punto di riferimento per tutti coloro che desideravano diventare scultori o lapicidi. 
A Vicenza, Niccolò cominciò a frequentare le famiglie più in vista del momento, soprattutto i Trissino e i Da Porto dove incontrava artisti, pittori e lapicidi.
Finita la sua preparazione, secondo il gusto gotico del tempo, presso Niccolò e Antonino da Venezia, si impegnò con entusiasmo e passione nella scultura, mettendo in luce buone doti di esecuzione e divenne “un piccolo gustoso maestro, privo di genialità, ma non sprovveduto o grossolano e neanche troppo arcaizzante”.
Rimase legato per tutta la sua attività al suo soggetto preferito, il tabernacolo in forma di ciborio, del quale scolpì numerose varianti.
Raggiunse una notevole fama negli ultimi anni di vita.
Morì a Vicenza nel 1453.

## Opere

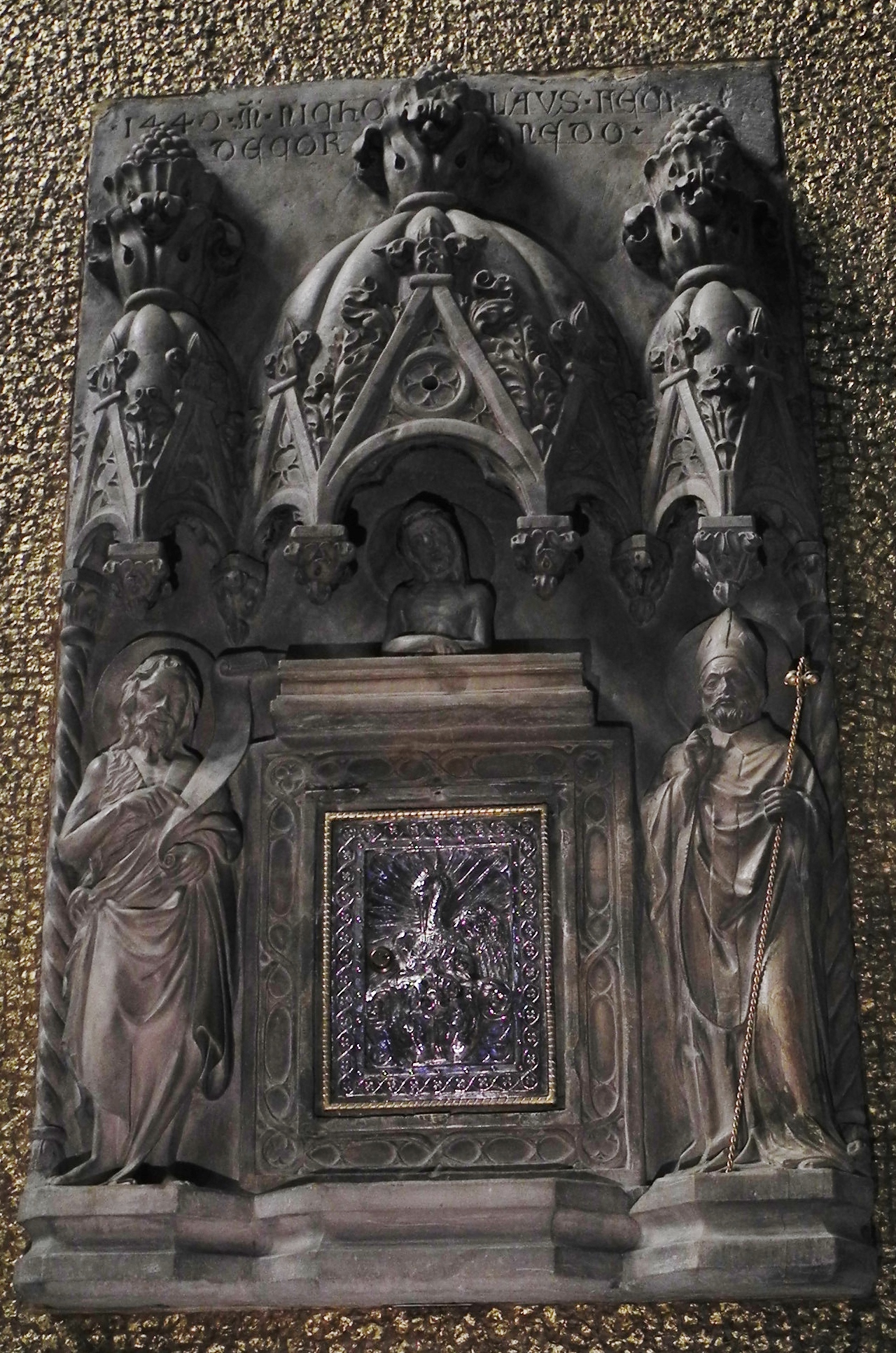
Tabernacolo della chiesa parrocchiale di Cornedo Vicentino

Le opere firmate e datate, dislocate tutte nel vicentino, consentono di leggere l'evoluzione artistica e la maturazione stilistica di Niccolò.
- Tabernacolo della chiesa di Sant'Andrea di Trissino. Nella parte superiore si legge “1438 M. HOLAUS CORNED FECIT”. È la prima opera documentata di Niccolò da Cornedo. Sotto il baldacchino semicircolare ci sono il Cristo Passo, a mezza figura, e i santi Maria Maddalena e Giovanni Evangelista in piedi. Sopra il baldacchino il Padre Eterno con la colomba dello Spirito Santo.  Si tratta di un'opera modesta in quanto è priva di proporzione tra le varie figure.

- Tabernacolo della chiesa parrocchiale di San Giovanni Battista a Cornedo Vicentino. Nella parte superiore si legge “1440 M. NICHOLAUS FECIT DE CORNEDO”. L'opera raffigura il Cristo a mezzo busto, ai lati San Giovanni Battista e Sant'Agostino. Sopra tre cupole gotiche sostenute da leggere colonne. L'opera è di grande qualità artistica e la più importante dell'artista.

- Tabernacolo del Museo Civico di Vicenza. In alto a sinistra si legge: “1442 M. NICHOLAUS FECIT”. L'opera si trovava nella chiesa di San Vito a Vicenza[3]. È in pessimo stato di conservazione.

- Ecce Homo della chiesa parrocchiale di Sant'Andrea a Cereda di Cornedo Vicentino. Nella parte inferiore si legge “…CHOLAUS DE CORNEDO” In alto a sinistra la data “1446”. A differenza delle altre, la scultura non è un tabernacolo, anche se la raffigurazione è la stessa: Cristo tra i Santi, Maria Maddalena e Giovanni Battista.

- Statua della vergine della chiesa di San Vittore in Monte a Priabona (Monte di Malo), anche questa firmata e datata “M. NICHOLAUS FECIT DE 1447”. Costituisce un unicum nell'attività di Niccolò.

- Ciborio sull'altare del Redentore della chiesa parrocchiale di Santa Maria Assunta a Carrè. In alto, a sinistra la data “1448”, a destra la scritta “NICHOLAUS FECIT”. Sotto i tre baldacchini sporgenti, Cristo, con ai lati la Vergine e San Giovanni Evangelista. È l'ultima opera documentata di Niccolò.